# 1. slovenská národní hokejová liga 1969/1970
1. slovenská národní hokejová liga 1969/1970 byla 1. ročníkem jedné ze skupin československé druhé nejvyšší hokejové soutěže. Liga plynule navázala na minulý ročník skupiny D 2. československé hokejové ligy.

## Systém soutěže
Všech 8 týmů se v základní části utkalo čtyřkolově každý s každým (celkem 28 kol). Tým na prvním místě postoupil do kvalifikace o nejvyšší soutěž.
Nikdo nesestupoval vzhledem k rozšíření soutěže na 12 týmů.

## Základní část
| Poř. | Tým                            | Zápasy | Výhry | Remízy | Prohry | Skóre   | Body |
| ---- | ------------------------------ | ------ | ----- | ------ | ------ | ------- | ---- |
| 1.   | LVS Poprad                     | 28     | 21    | 3      | 4      | 117:67  | 45   |
| 2.   | ŠK Liptovský Mikuláš           | 28     | 16    | 4      | 8      | 104:81  | 36   |
| 3.   | HK Dukla Trenčín               | 28     | 13    | 2      | 13     | 121:99  | 28   |
| 4.   | ZVL Žilina                     | 28     | 11    | 6      | 11     | 119:117 | 28   |
| 5.   | Slovan ChZJD Bratislava B      | 28     | 12    | 3      | 13     | 111:110 | 27   |
| 6.   | Spartak BEZ Bratislava         | 28     | 9     | 4      | 15     | 109:113 | 22   |
| 7.   | Iskra Smrečina Banská Bystrica | 28     | 8     | 5      | 15     | 81:134  | 21   |
| 8.   | Dukla Trnava                   | 28     | 7     | 3      | 18     | 97:138  | 10   |

- Tým LVS Poprad postoupil do kvalifikace o nejvyšší soutěž, ve které však neuspěl.
- Nováčky od dalšího ročníku se staly nejlepší 4 týmy hokejových divizí LB Zvolen, SMZ Spartak Dubnica nad Váhom, VTJ Dukla Prešov a Strojárne Martin.

## Kádr Lokomotívy Vagónky Stavbár Poprad
- Brankaři: Peršala, Pospíšil
- Hráči v poli: Skokan, Eštok, Grofčík, Kečka, Halahija, Majchrovič, V. Alexy, P. Alexy, Anderko, Korvín, Valigura, Kijovský, Jurčík, Breuer, Zadražil, Jakubóci, Kubašský, Šupler
- Trenér: M. Grandtner